# MOGRA
MOGRA（モグラ、別名：タケダヒデユキ、本名：武田英之、1980年2月22日 - ）は、日本の男性イラストレーター、グラフィックデザイナー、広告漫画家である。愛媛県伊予市出身、愛媛県松山市在住。

## 略歴
- 愛媛県立松山工業高等学校、松山デザイン専門学校卒業。
- 地元のデザイン事務所に勤務後、2005年より「ちょっぴりお茶目なデザイン&イラスト 」をコンセプトにフリーランスとして活動。ソニー銀行のホームページや日経MJ紙等にイラスト掲載。毎年、年賀状素材集にも多く作品を提供している。近年、イラストレーター・広告漫画家としての活動が中心になっているが、企業やショップのロゴデザインやグラフィックデザイン等も行っている。

## 主な作品
- あっという間に年賀状 2008年版（技術評論社）
- かんたん年賀状素材集 2008年版（技術評論社）
- 年賀状データ集Pack7000（ナツメ社）
- スゴネタ年賀デザイン2007（グラパックジャパン）